# Andrew J. Applegate
Andrew J. Applegate (14 de octubre de 1833, cerca de Georgetown, Ohio - 21 de agosto de 1870, Mobile, Alabama) fue un político de los Estados Unidos y, de 1868 a 1870, el vicegobernador del estado de Alabama.
Applegate nació en el año 1833 cerca de Georgetown en Brown County. Sus padres eran Benjamin y Rebecca Applegate. Los ancestros del padre de Applegate fueron de los Países Bajos y se mudaron a Pennsylvania. Al cabo de unos años fundaron un clan en Kentucky. El padre de Andrew Applegate se mudó a Ohio e instituyó su familia cerca de Georgetown en una granja. 
El hijo de Benjamín y Rebecca Applegate, Andrew Applegate creció en una granja cerca de Georgetown, Ohio. La familia de su padre había emigrado de Holanda, más tarde vivieron en Kentucky y Pennsylvania. Applegate se educó en las escuelas públicas de su ciudad natal, donde más tarde estudió y ejerció el derecho. El 9 de julio de 1861, Applegate enlistado en la Cuarta Compañía Independiente, Ohio Voluntarios de Caballería. Él sirvió como sargento y más tarde sargento suministros, en última instancia, se encargó de capitán Co. H, 189o de Infantería de Voluntarios de Ohio.
Al término de su servicio, Applegate se trasladó a Huntsville, Alabama, y continuó su práctica de ley. Al año siguiente, en 1867, Applegate fue elegido como miembro de la Convención Constituyente, en un intento de elaborar una nueva constitución para Alabama. En las elecciones que pronto siguieron, Applegate fue elegido teniente gobernador el 13 de agosto de 1868. También fue miembro de la Independiente Orden de Odd becarios Alabama y sirvió para completar su período de dos años como teniente gobernador. 
Applegate se casó con Lucina Connor el 7 de septiembre de 1858, con quien tuvo una hija y un hijo. 